# Centaurium cochinchinense
Centaurium cochinchinense là một loài thực vật có hoa trong họ Long đởm. Loài này được (Spreng.) Druce mô tả khoa học đầu tiên năm 1917.